# Bòbila d'en Soler
La Bòbila d'en Soler és una antiga fàbrica de rajols del municipi de Vilafant (Alt Empordà). L'edifici, del 1880, està inclòs en l'Inventari del Patrimoni Arquitectònic de Catalunya.

## Descripció
Està situada al sud-est del nucli urbà de la població de Vilafant, a la banda de llevant del veïnat de Palol Sabaldòria.
Es tracta d'un edifici industrial aïllat, format per diferents cossos adossats, que li confereixen una planta irregular. Aquests cossos presenten les cobertes de teula de dos vessants i estan distribuïts, en general, en un sol nivell. Les obertures són senzilles i rectangulars, sense elements ornamentals. També compta amb porxos ubicats als laterals de la construcció, amb les cobertes d'un sol aiguavés sostingudes per pilars quadrats bastits amb maons. De fet, tota la construcció està bastida amb maons, amb diverses refeccions més modernes fetes amb totxo. L'element més destacable és la xemeneia, situada a la banda de migdia del conjunt. Presenta un basament de planta quadrada de força alçada, rematat per una cornisa motllurada decorada. Damunt seu s'assenta la llarga xemeneia de planta circular, que presenta unes anelles de ferro a la part superior, probablement per donar estabilitat al cos. La tardor de 2012, la part superior de la xemeneia de la bòbila va caure per acció de la tramuntana a causa del seu mal estat de conservació.

## Història
La rajoleria estava dedicada a la fabricació de rajols, explotant la terra argilosa de la zona per obtenir matèria primera.
L'any 1620 a Vilafant hi funcionaven quinze forns de caràcter familiar, mentre que a la segona meitat del segle xviii són onze les rajoleries en funcionament. L'any 1880 s'obre la gran bòbila de Rafael Soler a Palol Sabaldòria, i amb aquesta comencen a desaparèixer els forns familiars. La bòbila d'en Soler representa la mecanització del procés i, per tant, una major producció a preus més baixos. L'any 1915 s'amplia la fàbrica, que segueix el seu creixement. Entre 1965 i 1975 disminueix la producció i es tanca.
En els terrenys s'hi han trobat restes arqueològiques. L'any 1889, en excavar terres per a la producció de la bòbila, es documentà una sepultura amb ofrenes que no fou estudiada. L'any 1948 aparegueren noves restes de la necròpolis: tombes amb escasses ofrenes i algunes esteles de pedra que es dataren dins l'època ibèrica. A principis dels anys 70 es comprovà l'existència d'un camp de sitges. S'hi recolliren ceràmica a mà i a torn, ceràmica grisa "emporitana", un fragment de sílex... Possiblement tot d'època pre-romana o d'un possible poblament iber.